# Dei Filius

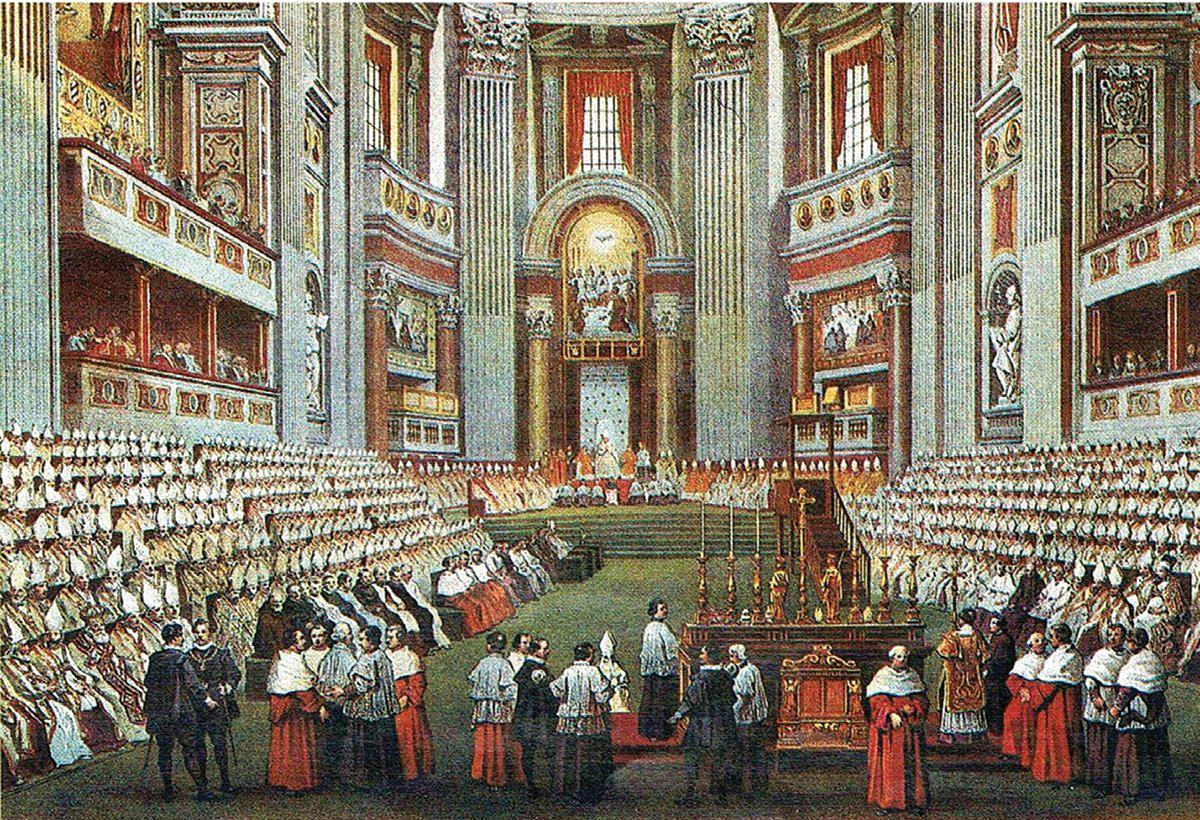
Dokument des I. Vatikanischen Konzils

Dei Filius (lat. „Gottes Sohn“) ist der lateinische Titel eines der beiden Konzilsdokumente des Ersten Vatikanischen Konzils.
Insbesondere dient diese Abhandlung über den katholischen Glauben der Verteidigung des katholischen Glaubens gegen „Irrtümer der Zeit“ und definiert auch das Verhältnis von Glaube zu Naturwissenschaften für die Katholiken. Da die beiden Konzilsdokumente (Dei Filius und Pastor Aeternus) als Dogma verkündet wurden, definiert es den katholischen Glauben für Katholiken kirchenrechtlich verbindlich.
Dei Filius wurde in der dritten öffentlichen Sitzung (Sessio III) am 24. April 1870 als Constitutio dogmatica (Dogmatische Konstitution) veröffentlicht.

## Gliederung des Textes
- Vorwort
- Kapitel 1. Gott, der Schöpfer aller Dinge
- Kapitel 2. Die Offenbarung
- Kapitel 3. Der Glaube
- Kapitel 4. Glaube und Vernunft
- Canones
- Nachwort

## Bedeutung
Dei Filius steht in der Tradition des Syllabus errorum und der Enzyklika Quanta Cura Pius IX. von 1864. In diesen Jahren musste sich die Führung der römisch-katholischen Kirche mit zwei wesentlichen Problemen auseinandersetzen: Politisch kämpfte der Kirchenstaat (vergeblich) um sein Überleben. Er wurde 1870, im Jahr in dem Dei Filius verabschiedet wurde, dem neu geschaffenen italienischen Nationalstaat einverleibt (Risorgimento).
Theologisch musste der Vatikan sich mit verschiedenen philosophischen Richtungen auseinandersetzen, die das Glaubensleben gefährdeten: So werden in den verschiedenen Kapiteln und Kanones Indifferentismus, Rationalismus und Materialismus, aber auch theologische Gegenpositionen wie Pantheismus, Fideismus und Traditionalismus verurteilt. In der Gotteserkenntnis ging es um die Frage, ob der Mensch mit seiner Vernunft in der Lage sei, das Dasein und Eigenschaften Gottes zu erkennen, was von Vertretern des Fideismus bestritten wurde.
Sowohl im dritten Kapitel wie auch in den Canones 3 und 4 betont Dei Filius die Bedeutung von Wundern für den Glauben. Ohne dabei eine ausdrückliche Definition von „Wunder“ vorzunehmen, setzt der Text voraus, dass Wunder als Machttaten Gottes die von Gott selbst gewirkten Naturgesetze außer Kraft setzen können, und dass solche Machttaten Gottes nicht nur vorkommen können, sondern im Laufe der Geschichte auch geschehen sind. Die Autoren schienen der Auffassung zu sein, dass der christliche Glaube zusammenbräche, wenn der Wunderglaube aufgegeben würde.

## Bedeutung derCanones
Die Canones enthalten in traditioneller Formulierung („Si quis ...anathema sit“) die Formulierung von Irrtümern, die vom Konzil verurteilt werden. Die Formulierungen waren von Anfang an heftig umstritten. So sagte ein Bischof aus dem US-Staat Georgia, statt die Irrtümer einiger deutscher Idealisten zu verurteilen, solle man lieber die „Auffassung verurteilen, Neger hätten keine Seele“.

## Intention der Verfasser
Die Intention lässt sich aus dem Vorwort des Textes ablesen:

„... Jetzt aber, da die Bischöfe des gesamten Erdkreises, kraft Unserer Autorität im Heiligen Geist zu diesem ökumenischen Konzil versammelt, mit Uns zu Rate sitzen und urteilen, haben Wir – Uns stützend auf das geschriebene und überlieferte Wort Gottes, wie Wir es, von der katholischen Kirche heilig bewahrt und unverfälscht ausgelegt, empfangen haben – beschlossen, von diesem Stuhle Petri aus vor den Augen aller die heilsame Lehre Christi zu verkünden und zu erklären, die entgegengesetzten Irrtümer aber kraft der Uns von Gott verliehenen Vollmacht zu verwerfen und zu verurteilen.“